# Tatum Keshwar
Tatum Keshwar (Durban, África do Sul, 14 de dezembro de 1983) é uma modelo sul-africana de origem indiana, coroada Miss África do Sul 2008 em 15 de dezembro de 2008.
Keshwar representou seu país no concurso Miss Universo 2009, disputado em Nassau, Bahamas, onde alcançou o Top 10. Também representou a África do Sul no Miss Mundo 2009, em Johannesburgo, chegando ao terceiro lugar, atrás apenas da Miss México Perla Beltrán, que foi a segunda colocada, e da vencedora Kaiane Aldorino, de Gibraltar.
Antes de se tornar Miss África do Sul, Keshwar foi finalista do concurso de moda Revlon Supermodel, transmitido entre novembro e dezembro de 2007 pelo canal SABC3.
É graduada em psicologia pela Universidade de KwaZulu-Natal e seus hobbies e interesses incluem yoga, modelagem, leitura e ginástica.
Casou-se com  Warren Wheatly e o casal tem um filho, Christian James, nascido em junho de 2018.  

## Ligações externos
- Website oficial de Tatum
- Tatum no Instagram